# Conselho Soberano das Astúrias e Leão
O Conselho Soberano das Astúrias e Leão (em castelhano:  Consejo Soberano de Asturias y León, em asturiano:  Conseyu Soberanu d'Asturies y Llión), foi um estado não reconhecido no norte da Espanha durante a Guerra Civil Espanhola. Proclamada em 6 de setembro de 1936, foi autodeclarada soberana em 24 de agosto de 1937, enquanto a região foi ocupada em 20 de outubro de 1937 pelas forças militares de Franco. Belarmino Tomás foi o primeiro e único presidente do Conselho Soberano. A capital do estado de curta duração foi Gijón.